# Жуков, Владимир Семёнович
Влади́мир Семёнович Жу́ков (1920—1997) — советский русский поэт. Член ВКП(б) с 1944 года.

## Биография

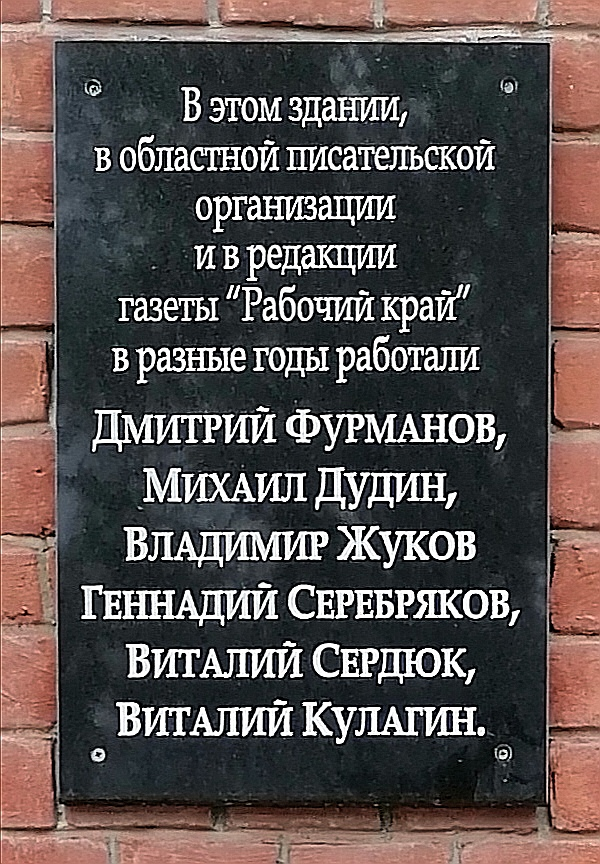
Мемориальная доска в Иванове, проспект Ленина, 16

Родился 31 марта 1920 года в Иваново-Вознесенске в рабочей семье. Окончил школу № 30 города Иванова (ныне школа № 26: на здании этой школы установлена мемориальная доска в честь поэта).
В 1939—1940 годах участвовал в боях с белофиннами (пулемётчик стрелковой роты). С 1941 по 1945 год — участник Великой Отечественной войны (пулемётчик).
После войны окончил литературный факультет ИГПИ и Высшие литературные курсы СП СССР. Член Союза писателей с 1947 года.
Сотрудничал в литературном журнале «Волга».
На протяжении 20 лет возглавлял Ивановскую организацию писателей. Избирался (в течение нескольких созывов) депутатом Ивановского городского Совета народных депутатов. Был почётным гражданином города Иваново. В этом же городе учреждена премия имени поэта Владимира Жукова.
Стихотворение В. Жукова «Пулемётчик»:
С железных рукоятей пулемёта

он не снимал ладоней

в дни войны…

Опасная и страшная работа.

Не вздумайте взглянуть со стороны.
Похоронен на Богородском кладбище.

## Награды и премии
- Государственная премия РСФСР имени М. Горького (1977) — за книгу стихов «Иволга».
- орден Октябрьской Революции (28.03.1980)[2]
- орден Красного Знамени
- орден Отечественной войны 1-й степени (11.03.1985)
- орден Отечественной войны 2-й степени (24.11.1944)
- орден Дружбы народов (16.11.1984)
- орден Трудового Красного Знамени
- орден «Знак Почёта» (28.10.1967)
- медали